# Царскосельское викариатство
Царскосе́льское викариа́тство — викариатство Санкт-Петербургской епархии Русской Православной Церкви.

## История
Детскосельское викариатство Ленинградской епархии, названное по городу Детское Село (бывшее Царское село, ныне город Пушкин), существовало с 1927 года по 1928 год.
12 марта 2013 года решением Священного Синода викариатство с центром в городе Пушкине было возрождено как Царскосельская викарная кафедра Санкт-Петербургской епархии.

## Епископы
Детскосельское викариатство Ленинградской епархии
- Сергий (Зенкевич) (31 октября — 30 декабря 1927)
- Григорий (Лебедев) (30 декабря 1927 — май 1928) в/у, еп. Шлиссельбургский

Царскосельское викариатство Санкт-Петербургской епархии
- Маркелл (Ветров) (12 марта 2013 — 14 марта 2019)